# باشگاه فوتبال ایست تاروک یونایتد
باشگاه فوتبال ایست تاروک یونایتد (به انگلیسی: East Thurrock United Football Club) یک باشگاه فوتبال در شهر کورینگهام، اسکس، کشور انگلستان است که در سال ۱۹۶۹ میلادی تأسیس شده‌است.